# Polypsecadium gilliesii
Polypsecadium gilliesii är en korsblommig växtart som först beskrevs av M.C. Romanczuk, och fick sitt nu gällande namn av Al-shehbaz. Polypsecadium gilliesii ingår i släktet Polypsecadium och familjen korsblommiga växter. Inga underarter finns listade i Catalogue of Life.